# Johan Eurén
Johan Eurén (Partille, 18 maggio 1985) è un lottatore svedese, specializzato nella lotta greco-romana.

## Palmarès
- Giochi olimpici

Londra 2012: bronzo nei 120 kg.
- Mondiali

Budapest 2013: bronzo nei 120 kg.
- Europei

Baku 2010: bronzo nei 120 kg.
Vantaa 2014: bronzo nei 130 kg.
Riga 2016: bronzo nei 130 kg.